# Monticelli d'Ongina
Monticelli d'Ongina is een gemeente in de Italiaanse provincie Piacenza (regio Emilia-Romagna) en telt 5316 inwoners (31-12-2004). De oppervlakte bedraagt 46,4 km², de bevolkingsdichtheid is 114 inwoners per km².
De volgende frazioni maken deel uit van de gemeente: San Nazzaro, Borgonovo, San Pietro in Corte, Olza, Fogarole.

## Demografie
Monticelli d'Ongina telt ongeveer 2218 huishoudens. Het aantal inwoners daalde in de periode 1991-2001 met 2,7% volgens cijfers uit de tienjaarlijkse volkstellingen van ISTAT.
| Jaar | Inwoneraantal |
| ---- | ------------- |
| 1991 | 5392          |
| 2001 | 5244          |

## Geografie
De gemeente ligt op ongeveer 40 meter boven zeeniveau.
Monticelli d'Ongina grenst aan de volgende gemeenten: Caorso, Castelnuovo Bocca d'Adda (LO), Castelvetro Piacentino, Cremona (CR), Crotta d'Adda (CR), San Pietro in Cerro, Spinadesco (CR), Villanova sull'Arda.

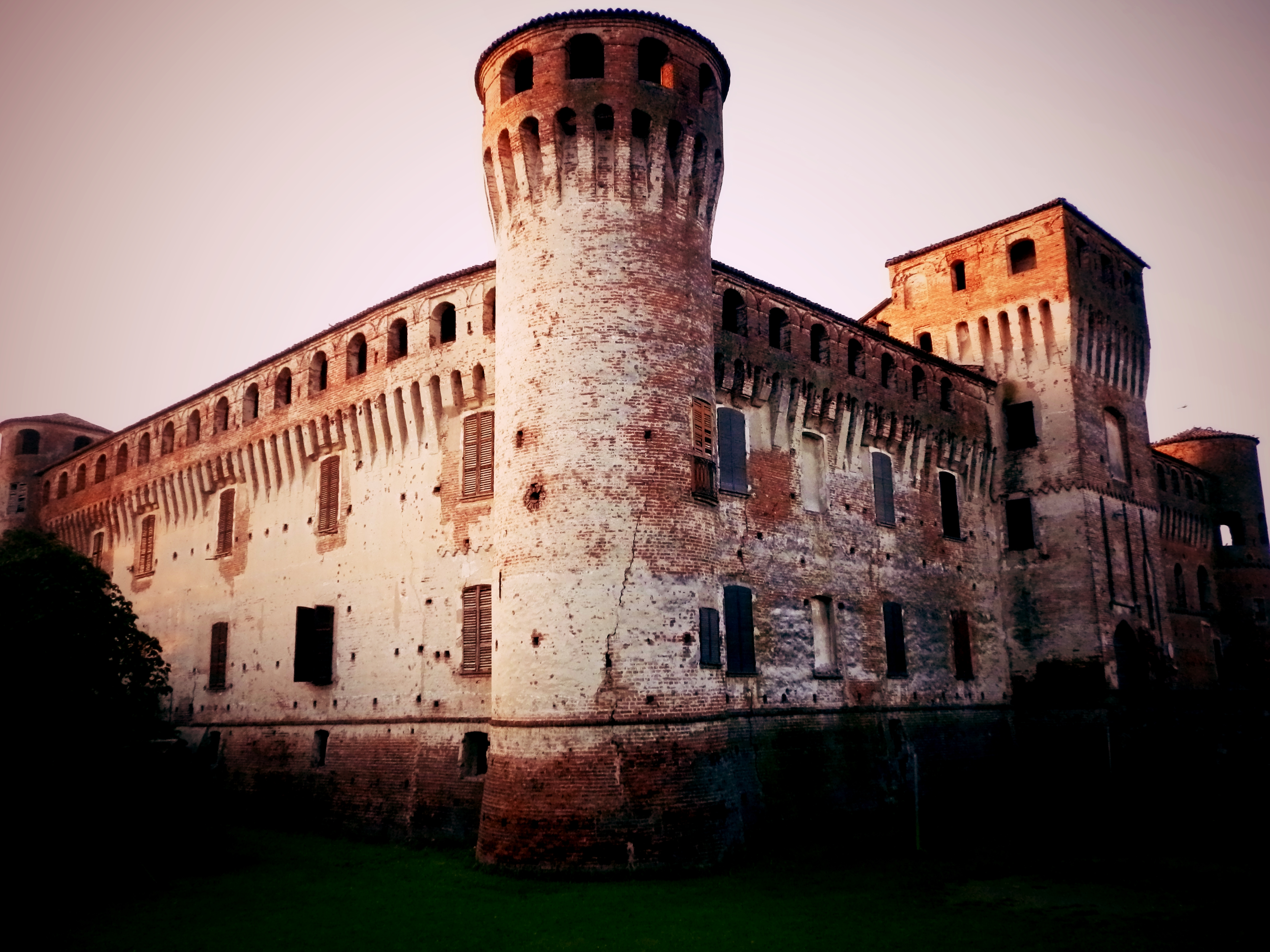
Kasteel Pallavicino Casali in Monticelli d'Ongina
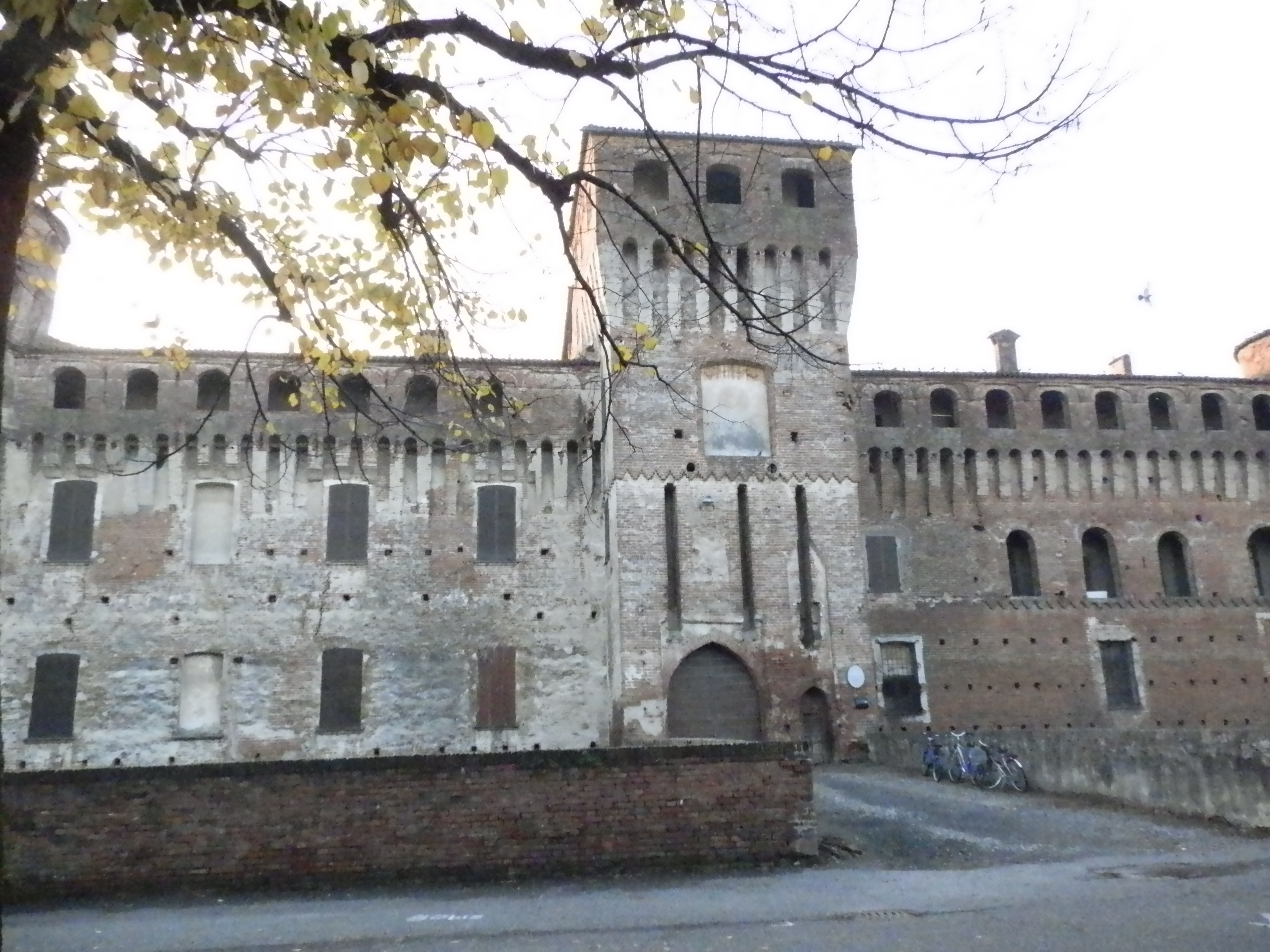

Agazzano · Alseno · Alta Val Tidone · Besenzone · Bettola · Bobbio · Borgonovo Val Tidone · Cadeo · Calendasco · Caorso · Carpaneto Piacentino · Castel San Giovanni · Castell'Arquato · Castelvetro Piacentino · Cerignale · Coli · Corte Brugnatella · Cortemaggiore · Farini · Ferriere · Fiorenzuola d'Arda · Gazzola · Gossolengo · Gragnano Trebbiense · Gropparello · Lugagnano Val d'Arda · Monticelli d'Ongina · Morfasso · Ottone · Piacenza · Pianello Val Tidone · Piozzano · Podenzano · Ponte dell'Olio · Pontenure · Rivergaro · Rottofreno · San Giorgio Piacentino · San Pietro in Cerro · Sarmato · Travo · Vernasca · Vigolzone · Villanova sull'Arda · Zerba · Ziano Piacentino
- MusicBrainz: 94b0a7fd-7059-4c3e-b37b-e02baf5f49b6
- Virtual International Authority File: 239662400

1. ↑  https://demo.istat.it/?l=it.